# Dalstorp
Dalstorp est une localité de la commune de Tranemo dans le comté de Västra Götaland en Suède.
Sa population était de 710 habitants en 2019.